# Liste der Kulturgüter in Maschwanden
Die Liste der Kulturgüter in Maschwanden enthält alle Objekte in der Gemeinde Maschwanden im Kanton Zürich, die gemäss der Haager Konvention zum Schutz von Kulturgut bei bewaffneten Konflikten, dem Bundesgesetz vom 20. Juni 2014 über den Schutz der Kulturgüter bei bewaffneten Konflikten sowie der Verordnung vom 29. Oktober 2014 über den Schutz der Kulturgüter bei bewaffneten Konflikten unter Schutz stehen.
Objekte der Kategorie A sind im Gemeindegebiet nicht ausgewiesen, Objekte der Kategorie B sind vollständig in der Liste enthalten, Objekte der Kategorie C fehlen zurzeit (Stand: 1. Januar 2022). Unter übrige Baudenkmäler sind weitere geschützte Objekte zu finden, die im Verzeichnis der Objekte von überkommunaler Bedeutung der kantonalen Denkmalpflege zu finden und nicht bereits in der Liste der Kulturgüter enthalten sind.

## Kulturgüter
| Foto |                                                                          | Objekt                            | Kat. | Typ | Standort                   | Beschreibung |
| ---- | ------------------------------------------------------------------------ | --------------------------------- | ---- | --- | -------------------------- | ------------ |
| ja   | Datei hochladen · Wikidata zu Reformierte Kirche Maschwanden (Q29932901) | Reformierte Kirche KGS-Nr.: 12622 | B    | G   | Kreuzrai 4 674771 / 232050 |              |

## Übrige Baudenkmäler
| ID              | Foto |                                                              | Objekt                        | Kat.    | Typ | Standort                              | Beschreibung |
| --------------- | ---- | ------------------------------------------------------------ | ----------------------------- | ------- | --- | ------------------------------------- | ------------ |
| 00800005        |      | Datei hochladen                                              | Ehemalige Mühle               | C       | G   | Dörflistrasse 1 675225 / 232054       |              |
| 00800012        |      | Datei hochladen                                              | Bauernwohnhaus                | B reg.  | G   | Dörflistrasse 6 675179 / 232031       |              |
| 00800038        |      | Datei hochladen                                              | Wohnhaus                      | C       | G   | Ausserdorfstrasse 42 674909 / 231852  |              |
| 00800048        |      | Datei hochladen                                              | Bauernwohnhaus                | B reg.  | G   | Ausserdorfstrasse 22 674741 / 231747  |              |
| 00800083        | ja   | Datei hochladen                                              | Ehemalige Färberei Zur Farb   | C       | G   | Dorfstrasse 71, 73 674916 / 232035    |              |
| 00800097        | ja   | Datei hochladen                                              | Ehemaliges Untervogtshaus     | B reg.  | G   | Dorfstrasse 54 674767 / 231995        |              |
| 00800099        |      | Datei hochladen                                              | Wohnhaus                      | C       | G   | Dorfstrasse 52 674750 / 231985        |              |
| 00800100        |      | Datei hochladen                                              | Ehemalige Zehntenscheune      | C       | G   | bei Dorfstrasse 52 674753 / 231999    |              |
| 00800102        |      | Datei hochladen                                              | Kindergarten, altes Schulhaus | C       | G   | Dorfstrasse 48 674732 / 231971        |              |
| 00800103        |      | Datei hochladen                                              | Reformiertes Pfarrhaus        | B reg.  | G   | Dorfstrasse 46 674701 / 231978        |              |
| 00800104        |      | Datei hochladen                                              | Ehemaliges Waschhaus          | B reg.  | G   | bei Dorfstrasse 46 674681 / 231970    |              |
| 00800106        |      | Datei hochladen                                              | Ortsmuseum, Museumsteil       | B reg.  | G   | bei Dorfstrasse 28 674558 / 231922    |              |
| 00800129        |      | Datei hochladen                                              | Bauernwohnhaus mit Schopf     | C       | G   | Dorfstrasse 19 674470 / 231941        |              |
| 00800143        |      | Datei hochladen                                              | Wohnhaus                      | C       | G   | Dorfstrasse 39 674617 / 231971        |              |
| 00800144        |      | Datei hochladen                                              | Wohnhaus                      | C       | G   | Dorfstrasse 47 674683 / 232003        |              |
| 00800150        | ja   | Datei hochladen                                              | Gasthaus zum Kreuz            | B reg.  | G   | Kreuzrai 1 674738 / 232030            |              |
| 00800151        |      | Datei hochladen                                              | Ehemaliges Spritzenhaus       | C       | G   | bei Dorfstrasse 55 674762 / 232024    |              |
| 00800165        |      | Datei hochladen                                              | Ortsmuseum, Wohnteil          | B reg.  | G   | Dorfstrasse 28 674567 / 231927        |              |
| 00800169        |      | Datei hochladen                                              | Bauernwohnhaus mit Scheune    | B reg.  | G   | Chilerai 1 674824 / 232104            |              |
| 00800171        |      | Datei hochladen                                              | Speicher mit Waschhaus        | C       | G   | Wolserstrasse 23 674756 / 232247      |              |
| 00800170        |      | Datei hochladen                                              | Bauernwohnhaus                | B reg.  | G   | Wolserstrasse 21 674770 / 232230      |              |
| 00800180        | ja   | Datei hochladen                                              | Bauernhaus                    | C       | G   | Hinterdorfstrasse 35 674574 / 232228  |              |
| 00800186        |      | Datei hochladen                                              | Bauernhaus                    | C       | G   | Hinterdorfstrasse 13 674629 / 232086  |              |
| 00800188        |      | Datei hochladen                                              | Bauernhaus                    | C       | G   | Hinterdorfstrasse 6 674660 / 232060   |              |
| 00800195        |      | Datei hochladen                                              | Bauernwohnhaus                | C       | G   | Steinbüllenstrasse 18 674544 / 232006 |              |
| 00800206        | ja   | Datei hochladen                                              | Trafostation B 6 Turm 206     | B reg.  | G   | Rütelistrasse 2.1 674900 / 232126     |              |
| 008BRUECKE00001 | ja   | Datei hochladen · Wikidata zu Maschwanderbrücke (Q106472301) | Alte Brücke über die Lorze    | B reg.  | G   | Lorze 674086 / 231891                 |              |
| 008GRENZE00001  |      | Datei hochladen                                              | Grenzstein                    | B kant. | K   | Hatwilerweide 676125 / 230674         |              |
| 008GRENZE00002  |      | Datei hochladen                                              | Grenzstein                    | B kant. | K   | Unterholz 675836 / 230858             |              |

Legende: Im Wesentlichen siehe Legende der Liste der Kulturgüter von nationaler und regionaler Bedeutung, mit folgenden Ausnahmen:
- Anstelle der KGS-Nummer wird als Objekt-Identifikator (ID) die Inventarnummer im Verzeichnis der Objekte von überkommunaler Bedeutung des kantonalen Denkmalschutzamtes verwendet.
- Bei den Kategorien wird wie folgt unterschieden: B kant. = Objekt von kantonaler Bedeutung (Kanton Zürich); B reg. = Objekt von regionaler Bedeutung (Kanton Zürich).